# ウンディーネ (牧野由依の曲)
「ウンディーネ」は、牧野由依の2枚目のシングル。2005年10月21日にビクターエンタテインメントから発売された。メインジャケットには船の上の牧野由依の姿が描かれ、裏ジャケットは『ARIA The ANIMATION』仕様となっている。

## 収録曲
1. ウンディーネ [5:45]
作詞：河井英里、作曲・編曲：窪田ミナ
  - テレビ東京系テレビアニメ『ARIA The ANIMATION』オープニングテーマ
2. シンフォニー [5:15]
作詞：伊藤利恵子、作曲：北川勝利、編曲：桜井康史
  - テレビ東京系テレビアニメ『ARIA The ANIMATION』挿入歌
  - ROUND TABLE featuring Ninoがシングル『恋をしてる』のカップリングでセルフカバーしている。
3. ウンディーネ（Instrumental）
4. シンフォニー（Instrumental）

## 収録アルバム
| 曲名         | アルバム       | 発売日        | 備考                  |
| ------------ | -------------- | ------------- | --------------------- |
| ウンディーネ | 『天球の音楽』 | 2006年12月6日 | 1stオリジナルアルバム |
| シンフォニー | 『天球の音楽』 | 2006年12月6日 | 1stオリジナルアルバム |